# Лиешти (Припонешти)
Лиешти (рум. Liești) насеље је у Румунији у округу Галац у општини Припонешти. Oпштина се налази на надморској висини од 152 m.

## Становништво
Према подацима из 2011. године у насељу је живело 252 становника.